# Lichtgestalt
Lichtgestalt (с нем. — «Светлый образ») — девятый музыкальный альбом швейцарской готик-метал-группы Lacrimosa. Выход альбома состоялся второго мая 2005 года на лейбле Hall of Sermon.
Как и на предыдущих пяти альбомах Lacrimosa, на Lichtgestalt представлено восемь композиций. Весь материал для альбома написан Тило Вольффом, кроме текста песни «Hohelied der Liebe», который представляет собой выдержки из первого послания Коринфянам. В музыкальном плане диск выдержан в стиле готик-метала и симфоник-метала.
В некоторых странах альбом издавался с бонусным треком — фортепиано-версией песни «The Party is Over». Российское издание Lichtgestalt представлено в двух вариантах: традиционная версия и специальное издание с бонусным диском. Бонусом в специальном издании стал сингл «The Party is Over». Отдельно от альбома этот сингл не издавался.

## Список композиций
| №                                          | Оригинальное название                           | Перевод                    | Музыка/слова          | Время |
| 1                                          | «Sapphire»                                      | Сапфир                     | Тило Вольфф           | 11:15 |
| 2                                          | «Kelch der Liebe»                               | Чаша любви                 | Тило Вольфф           | 6:05  |
| 3                                          | «Lichtgestalt»                                  | Светлый образ              | Тило Вольфф           | 5:18  |
| 4                                          | «Nachtschatten»                                 | Ночные тени                | Тило Вольфф           | 7:07  |
| 5                                          | «My Last Goodbye»                               | Моё последнее прощание     | Тило Вольфф           | 8:08  |
| 6                                          | «The Party is Over»                             | Вечеринка окончена         | Тило Вольфф           | 5:29  |
| 7                                          | «Letzte Ausfahrt: Leben»                        | Последний выход: жизнь     | Тило Вольфф           | 5:43  |
| 8                                          | «Hohelied der Liebe»                            | Гимн любви                 | Тило Вольфф, Библия   | 14:30 |
| Список композиций сингла The Party is Over |                                                 |                            |                       |       |
| №                                          | Оригинальное название                           | Перевод                    | Музыка/слова          | Время |
| 1                                          | «The Party Is Over (Single Version)»            | Вечеринка окончена         | Тило Вольфф           | 5:32  |
| 2                                          | «Promised Land»                                 | Земля обетованная          | Тило Вольфф           | 5:26  |
| 3                                          | «Road To Pain»                                  | Дорога к боли              | Тило Вольфф           | 4:26  |
| 4                                          | «Siehst du mich im Licht? (Atrocity ReVersion)» | Видишь ли ты меня в свете? | Тило Вольфф, Atrocity | 4:54  |

## Участники записи
В записи альбома приняли участие:
- Тило Вольфф — тексты, музыка, вокал, программинг, аранжировка, оркестровки, продюсирование
- Анне Нурми — вокал, клавишные
- Джэй Пи. Генкель (англ. Jay P. Genkel) — гитара, бас-гитара, запись, сведение
- Саша Гербих (нем. Sasha Gerbig) — гитара
- Манне Улиг (нем. Manne Uhlig) — ударные
- Томас Нак (нем. Thomas Nack) — ударные
- Томас Роде (нем. Thomas Rohde) — гобой
- Томас Грамацкий (нем. Thomas Gramatzki) — кларнет
- Филип Крайнерт (нем. Philip Kreinert) — фагот
- Штефан Пинтев (нем. Stefan Pintev) — скрипка
- Родриго Райхель (нем. Rodrigo Reichel) — скрипка
- Томас Эпен (нем. Thomas Oepen) — скрипка
- Борис Матчин (Boris Matchin) — виолончель
- Катарина К. Буннерс (нем. Katharina C. Bunners) — контрабас
- Сузанне Фогель (нем. Susanne Vogel) — безладовый бас
- ЭйСи (англ. AC) — ударные
- Бирте Шульц (нем. Birte Schulz) — виола, виолончель
- Виктор Смольский (бел. Віктар Смольскі) — запись белорусского оркестра
- Том Мейер (нем. Tom Meyer) — мастеринг

## Обложка и буклет
Над оформлением работали:
- Тило Вольфф — идея обложки
- Штелио Диамантопоулос — идея и создание обложки
- Йоахим Лютке (нем. Joachim Luetke) — художественное оформление
- Тим фон Рохельс (нем. Tim von Rochels) — фотографии

## Позиции в чартах
| Страна   | Высшая позиция | И.    |
| -------- | -------------- | ----- |
| Германия | 30             | [ 6 ] |
| Польша   | 21             | [ 6 ] |

## Кавер-версия
В 2020 году немецкая группа Mono Inc. при участии Тило Вольффа записала англоязычную версию песни «Lichtgestalt» — «Shining Light» и выпустила её на альбоме The Book Of Fire. На композицию был снят клип, также при участии Тило Вольффа.